# Karim Konaté
Karim Konaté (Ouragahio, 21 maart 2004) is een Ivoriaans voetballer die doorgaans speelt als spits. In juli 2022 verruilde hij ASEC Mimosas voor Red Bull Salzburg. Konaté maakte in 2021 zijn debuut in het Ivoriaans voetbalelftal.

## Clubcarrière
Konaté speelde in de jeugd van ASEC Mimosas en brak ook door bij die club, waarmee hij in het seizoen 2020/21 Ivoriaans landskampioen werd. In de zomer van 2022 maakte de aanvaller voor een bedrag van circa drieënhalf miljoen euro de overstap naar Red Bull Salzburg, waar hij zijn handtekening zette onder een verbintenis voor de duur van vier seizoenen. Na zijn komst werd hij direct op huurbasis gestald bij satellietclub FC Liefering. Bij deze club maakte hij vijftien doelpunten in achttien competitiewedstrijden, waarna hij terugkeerde bij Red Bull Salzburg.
Zijn debuut voor die club maakte Konaté op 19 februari 2023, toen een uitwedstrijd gespeeld werd bij WSG Tirol. Na een eigen doelpunt van Kofi Schulz en een treffer van Benjamin Šeško zorgde Konaté, die van trainer Matthias Jaissle een kwartier voor tijd mocht invallen voor Junior Adamu, op aangeven van Maurits Kjærgaard voor het derde doelpunt. Uiteindelijk werd het 1–3 doordat Denis Tomić nog doel trof. Aan het einde van het seizoen 2022/23 vierde Konaté met Red Bull Salzburg de Oostenrijkse landstitel en hij had drie keer gescoord in negen competitieduels. In augustus 2023 werd zijn contract opengebroken en met een jaar verlengd tot medio 2028. Aan het einde van het seizoen 2023/24 kroonde Konaté zich tot topscorer van de Bundesliga met twintig doelpunten.

## Clubstatistieken
| Seizoen | Club              | Competitie | Competitie | Competitie | Beker | Beker | Internationaal | Internationaal | Totaal | Totaal |
| Seizoen | Club              | Competitie | Wed.       | Dlp.       | Wed.  | Dlp.  | Wed.           | Dlp.           | Wed.   | Dlp.   |
| ------- | ----------------- | ---------- | ---------- | ---------- | ----- | ----- | -------------- | -------------- | ------ | ------ |
| 2022/23 | Red Bull Salzburg | Bundesliga | —          | —          | —     | —     | —              | —              | —      | —      |
| 2022/23 | → FC Liefering    | 2. Liga    | 18         | 15         | —     | —     | —              | —              | 18     | 15     |
| 2022/23 | Red Bull Salzburg | Bundesliga | 9          | 3          | 0     | 0     | 0              | 0              | 9      | 3      |
| 2023/24 | Red Bull Salzburg | Bundesliga | 29         | 20         | 4     | 2     | 5              | 0              | 38     | 22     |
| 2024/25 | Red Bull Salzburg | Bundesliga | 9          | 2          | 3     | 4     | 5              | 2              | 17     | 8      |
| Totaal  | Totaal            | Totaal     | 65         | 40         | 7     | 6     | 10             | 2              | 82     | 48     |

Bijgewerkt op 18 april 2025.

## Interlandcarrière
Konaté maakte zijn debuut in het Ivoriaans voetbalelftal op 3 september 2021, toen in een kwalificatiewedstrijd voor het WK 2022 met 0–0 gelijkgespeeld werd tegen Mozambique. Hij moest van bondscoach Patrice Beaumelle op de reservebank beginnen en hij mocht na vierentachtig minuten invallen voor Sébastien Haller. De andere Ivoriaanse debutant dit duel was Franck Boli (Ferencváros). Konaté kwam op 17 november 2023, tijdens zijn tiende interlandoptreden, voor het eerst tot scoren. Tegen de Seychellen maakte hij na doelpunten van Haller, Ibrahim Sangaré en Simon Adingra het vierde Ivoriaanse doelpunt uit een strafschop. Seko Fofana, Hamed Junior Traorè (tweemaal) en Jean-Philippe Krasso scoorden daarna ook, waarna Konaté in de blessuretijd van de tweede helft met zijn tweede treffer zorgde voor de beslissende 9–0. Deze overwinning was de grootste in de geschiedenis van het Ivoriaanse elftal.
Voor het AK 2023 in eigen land maakte Konaté onderdeel uit van de selectie, onder bondscoach Jean-Louis Gasset. In de groepsfase ging Ivoorkust door als een van de beste nummers drie na een zege op Guinee-Bissau (2–0) en nederlagen tegen Nigeria (0–1) en Equatoriaal-Guinee (4–0). Na de groepsfase werd Gasset vervangen door Emerse Faé en onder zijn leiding werden achtereenvolgens Senegal (1–1, 4–5 na strafschoppen), Mali (1–2 na verlenging) en Congo-Kinshasa (1–0) verslagen. In de finale nam Ivoorkust het opnieuw op tegen Nigeria. Dat land kwam door een doelpunt van William Troost-Ekong op voorsprong, maar Franck Kessié en Sébastien Haller zorgden voor een Ivoriaanse eindzege: 1–2. Konaté speelde alleen in de groepsfase mee. Zijn toenmalige clubgenoten Sékou Koïta en Dorgeles Nene (beiden Mali) waren ook actief op het toernooi.
| Interlands van Karim Konaté voor Ivoorkust | Interlands van Karim Konaté voor Ivoorkust | Interlands van Karim Konaté voor Ivoorkust | Interlands van Karim Konaté voor Ivoorkust | Interlands van Karim Konaté voor Ivoorkust | Interlands van Karim Konaté voor Ivoorkust | Interlands van Karim Konaté voor Ivoorkust |
| №                                          | Datum                                      | Wedstrijd                                  | Uitslag                                    | Competitie                                 | Goals                                      |                                            |
| Als speler bij ASEC Mimosas                | Als speler bij ASEC Mimosas                | Als speler bij ASEC Mimosas                | Als speler bij ASEC Mimosas                | Als speler bij ASEC Mimosas                | Als speler bij ASEC Mimosas                | Als speler bij ASEC Mimosas                |
| ------------------------------------------ | ------------------------------------------ | ------------------------------------------ | ------------------------------------------ | ------------------------------------------ | ------------------------------------------ | ------------------------------------------ |
| 1                                          | 3 september 2021                           | Mozambique – Ivoorkust                     | 0 – 0                                      | WK 2022 kwalificatie                       |                                            |                                            |
| 2                                          | 8 oktober 2021                             | Malawi – Ivoorkust                         | 0 – 3                                      | WK 2022 kwalificatie                       |                                            |                                            |
| 3                                          | 25 maart 2022                              | Frankrijk – Ivoorkust                      | 2 – 1                                      | Vriendschappelijk                          |                                            |                                            |
| 4                                          | 3 juni 2022                                | Ivoorkust – Zambia                         | 3 – 1                                      | AK 2023 kwalificatie                       |                                            |                                            |
| 5                                          | 9 juni 2022                                | Lesotho – Ivoorkust                        | 0 – 0                                      | AK 2023 kwalificatie                       |                                            |                                            |
| Als speler bij FC Liefering                |                                            |                                            |                                            |                                            |                                            |                                            |
| 6                                          | 16 november 2022                           | Ivoorkust – Burkina Faso                   | 4 – 0                                      | Vriendschappelijk                          |                                            |                                            |
| 7                                          | 19 november 2022                           | Ivoorkust – Burkina Faso                   | 1 – 2                                      | Vriendschappelijk                          |                                            |                                            |
| Als speler bij Red Bull Salzburg           |                                            |                                            |                                            |                                            |                                            |                                            |
| 8                                          | 17 juni 2023                               | Zambia – Ivoorkust                         | 3 – 0                                      | AK 2023 kwalificatie                       |                                            |                                            |
| 9                                          | 9 september 2023                           | Ivoorkust – Lesotho                        | 1 – 0                                      | AK 2023 kwalificatie                       |                                            |                                            |
| 10                                         | 17 november 2023                           | Ivoorkust – Seychellen                     | 9 – 0                                      | WK 2026 kwalificatie                       |                                            |                                            |
| 11                                         | 20 november 2023                           | Gambia – Ivoorkust                         | 0 – 2                                      | WK 2026 kwalificatie                       |                                            |                                            |
| 12                                         | 6 januari 2024                             | Ivoorkust – Sierra Leone                   | 5 – 1                                      | Vriendschappelijk                          |                                            |                                            |
| 13                                         | 13 januari 2024                            | Ivoorkust – Guinee-Bissau                  | 2 – 0                                      | AK 2023                                    |                                            |                                            |
| 14                                         | 18 januari 2024                            | Ivoorkust – Nigeria                        | 0 – 1                                      | AK 2023                                    |                                            |                                            |
| 15                                         | 22 januari 2024                            | Ivoorkust – Equatoriaal-Guinea             | 0 – 4                                      | AK 2023                                    |                                            |                                            |
| 16                                         | 23 maart 2024                              | Ivoorkust – Benin                          | 2 – 2                                      | Vriendschappelijk                          |                                            |                                            |
| 17                                         | 26 maart 2024                              | Ivoorkust – Uruguay                        | 2 – 1                                      | Vriendschappelijk                          |                                            |                                            |
| 18                                         | 15 november 2024                           | Zambia – Ivoorkust                         | 1 – 0                                      | AK 2025 kwalificatie                       |                                            |                                            |
| 19                                         | 19 november 2024                           | Ivoorkust – Tsjaad                         | 4 – 0                                      | AK 2025 kwalificatie                       |                                            |                                            |

Bijgewerkt op 18 april 2025.

## Erelijst
| Competitie              |              |                       |              |              |
| Competitie              | Aantal       | Jaren                 |              |              |
| ASEC Mimosas            | ASEC Mimosas | ASEC Mimosas          | ASEC Mimosas | ASEC Mimosas |
| ----------------------- | ------------ | --------------------- | ------------ | ------------ |
| Ligue 1                 | 1            | 2020/21               |              |              |
| Red Bull Salzburg       |              |                       |              |              |
| Bundesliga              | 1            | 2022/23               |              |              |
| Ivoorkust               |              |                       |              |              |
| Afrikaans kampioenschap | 1            | 2023                  |              |              |
| Individueel             |              |                       |              |              |
| Topscorer Bundesliga    | 1            | 2023/24 (20 treffers) |              |              |